# Hans Löhr (Pädagoge)
Hans Löhr (* 16. November 1896 in Harxbüttel; † Januar 1961 in Ost-Berlin) war Kommunarde, Lehrer, frühes Opfer der Nazi-Verfolgungen, Expeditionsleiter und Emigrant. Er lebte seit 1932 in Peru, kehrte 1951 nach Braunschweig zurück und übersiedelte 1960 mit seiner Familie in die DDR.

## Herkunft und Schulausbildung
Im Januar 1896 heiratete der Braunschweiger Holzhändler Carl Wilhelm Löhr (1839–1918) in zweiter Ehe die aus England stammende Malerin Lucy Trümpler (* 16. Januar 1862). Noch im gleichen Jahr wurde ihr Sohn Hans geboren, mit vollem Namen Hans Heinrich Andreas.
Die Familie Löhr lebte in der 1896/97 errichteten Sommerresidenz, auf deren Ackerflächen später Gemüse, darunter auch Spargel, angebaut wurde, das in einer eigenen kleinen Konservenfabrik weiterverarbeitet werden konnte.
Hans Löhr besuchte ein halbes Jahr lang die einklassige Einlehrschule in Harxbüttel und wechselte dann auf eine Knaben-Mittelschule in Braunschweig.
Ab der Sexta besuchte er das dortige Herzogliche Gymnasium Martino-Katharineum. Im Juni 1915 legte er vorzeitig die Reifeprüfung ab, um als Kriegsfreiwilliger am Ersten Weltkrieg teilzunehmen.

## Landkommune Harxbüttel
Hans Löhr erlebte das Ende des Ersten Weltkriegs in Belgien. Die nachfolgende Zeit fasst er in seinem Lebenslauf wie folgt zusammen:

„Nach einer mehrwöchigen Erholungszeit begann ich das Studium im Fach Maschinenbau an der Technischen Hochschule zu Braunschweig, das ich aus
wirtschaftlichen Gründen (Verfall des elterlichen Vermögens durch die Inflation) nach vier Semestern aufgeben musste, um die erworbene Landwirtschaft nebst einer kleinen Fabrik für Edelkonserven zu übernehmen. Ich arbeitete damals auch viel theoretisch auf dem Gebiete landwirtschaftlich-gärtnerischer Intensivkultur und rationeller Betriebseinrichtung und -führung. Es sei nur nebenbei bemerkt, dass ich in Interesse fachlicher Fortbildung den Auftrag übernahm, eine grössere Landwirtschaft in der holsteinischen Geest betrieblich umzustellen. Durch die bekannte Welle katastrophal schlechter Konjunktur nach der Deflation und durch die zeitlich darauffolgenden geschäftlichen Massnahmen eines sich als unzuverlässig herausstellenden Kompagnons wurde ich gezwungen, meinen Betrieb überstürzt zu liquidieren, wobei ich mein Vermögen verlor.“

Was in diesem Lebenslauf fehlt, und worüber auch Günter Wiemann nur wenig beitragen konnte, ist die kurze Geschichte der Landkommune Harxbüttel, als deren Leitfiguren Hans Löhr und Hans Koch gelten. Wann und unter welchen Umständen diese beiden Männer sich kennengelernt haben, ist ebenso unbekannt wie die genaue Zeit, in der die Kommune bestanden hat. In einem Interview verwies Hans Koch lediglich auf eine Spargelplantage mit Haus, „das einer unserer Freunde geerbt hat“. Über die Anfänge dieser Freundschaft äußerte er sich nicht. Laut Wiemann gehörten Löhr und Koch zum linken Flügel der Freideutschen Jugend.

Dass überhaupt Informationen über die Landkommune Harxbüttel bekannt wurden, verdankt sich Günter Wiemanns Bekanntschaft mit Greta Wehner, deren Eltern die Gärtnerin Charlotte Clausen und der Schiffzimmermann und Bootsbauer Carl Burmester waren. In einem Brief vom 11. Juni 2006 erinnert sich Greta Wehner:

„Meine Mutter arbeitete in den Gärten des Bankiers Max Warburg in Hamburg. Meine Eltern lernten sich in einer SAJ-Gruppe in Blankenese kennen, die sich bei dem jüdischen Sozialdemokraten Berendsohn traf. Sie liebten sich und wollten unbedingt Kinder haben, aber sie wollten vorläufig nicht heiraten, um das 1924 in Kraft getretene Jugendwohlfahrtsgesetz auf die Probe [zu] stellen.
Das war auch der Grund, weswegen wir in Harxbüttel landeten, denn eine unverheiratete, werdende Mutter war ein schlechtes Vorbild für die Töchter der
Warburgs.
Zur ‚Landkommune Harxbüttel‘ gab es offenbar politische Verbindungen, hier sollten junge Leute durch landwirtschaftliches Arbeiten auf die Auswanderung nach Brasilien vorbereitet werden. Harxbüttel war der dritte Ort, während der Zeit, als ich unterwegs war.
Arbeit gab es dort für eine tüchtige Gärtnerin reichlich, es wurde Gemüse angebaut, vor allem Spargel, der in der eigenen Konservenfabrik verarbeitet wurde. Für einen handwerklich versierten Mann, wie meinen Vater, gab es ebenfalls viel zu tun - aber es gab kein Geld! Meine Eltern hungerten und ich mit ihnen.“

Ob damals tatsächlich schon Auswanderungspläne in Harxbüttel gehegt wurden, muss ebenso offen bleiben wie die Frage, ob Hans Koch der „sich als unzuverlässig herausstellende Kompagnon“ gewesen ist, den Hans Löhr in seinem Lebenslauf erwähnte (siehe oben). Als sicher aber gilt, dass Koch in Harxbüttel weiter daran arbeitete, den Landbau zu motorisieren. Er „erhielt 1925 sein erstes Patent für eine leichte Motorhacke mit Rückentragmotor und biegsamer Welle, an die Heckenscheren und andere Geräte angeschlossen werden konnten“. Das Scheitern der Landkommune konnte das aber auch nicht mehr aufhalten. 

„Die Siedlung Harxbüttel war wirtschaftlich ein Fehlschlag - er [Koch] kam zu der Einsicht, dass die ökonomische Struktur der Landwirtschaft sich nicht mit der Gemeinschaftsidee verbinden ließe. Die Landwirtschaft entwickele sich zum industriellen Betrieb, ein solcher habe aber nichts zu tun mit den fruchtbaren Gemeinschaftskräften, die die Siedler sich von ihrem ‚Dienst am Boden‘ erhofft hatten - die romantische Idee der Verwurzelung auf dem Lande müsste an ihren falschen ökonomischen Voraussetzungen scheitern.“

## Ausbildung und politisches Engagement

### Vom Kommunarden zum Lehrer
Nach dem Scheitern der Landkommune Harxbüttel war Hans Löhr nach eigenem Bekunden beschäftigungslos. Er begann eine Art Selbststudium und beschäftigte sich in der Rückbesinnung auf seine Zeit in der Freideutschen Jugend mit Fragen der Tiefenpsychologie. Daneben pflegte er Kontakte zu Lehrern, baute Webstühle und knüpfte Teppiche. Das brachte ihn „mit der modernen Pädagogik in enge Berührung“ und verhalf ihm zu dem Auftrag, für die von Wilhelm Lamszus geleitete Schule Tieloh Webstühle zu bauen. Da der dortige Werklehrer erkrankt war, konnte er dort auch für ein Vierteljahr dessen Vertretung übernehmen.

Über Wilhelm Lamszus lernte Löhr Adolf Jensen kennen, wodurch er Gelegenheit erhielt, auch an der Rütli-Schule in Berlin-Neukölln zu hospitieren. 

„Meine ‚pädagogischen Reisen‘ auch in andere auswärtige Schulen (so z. B. nach Bremen), zu pädagogischen Kongressen und Reisen mit Schulklassen […] erweiterten und vertieften neben akademischen Exkursionen, meine pädagogische Anschauung und Vertrautheit mit den modernen pädagogischen und schulpolitischen Problemen. Viele Möglichkeiten auf diesen Gebieten verdanke ich der sachlichen und wirtschaftlichen Unterstützung durch befreundete braunschweigische und auswärtige Pädagogen, die mir wiederholt grosse persönliche Opfer gebracht haben.“

1927 wurde in Braunschweig die Lehrerausbildung durch deren Übernahme in die Abteilung für Kulturwissenschaften der Technischen Hochschule komplett akademisiert. Löhr, der im Sommersemester 1927, dort ein Studium aufnehmen wollte, blieb die Aufnahme zunächst verwehrt, angeblich aufgrund seines zu hohen Alters. Der neu berufene Volksbildungsminister Hans Sievers erlaubte ihm dann zum Wintersemester 1927/28 die Aufnahme des Studiums. Hans Löhrs wichtigster akademischer Lehrer wurde August Riekel, den er gelegentlich auch bei Veranstaltungen vertrat. Seine Abschlussprüfung (Erstes Staatsexamen) erfolgte im Juli 1929 mit der Note „gut“.

### Die Sozialistische Studentengruppe Braunschweig
Hans Löhr gründete an der TH Braunschweig die Sozialistische Studentengruppe, die sich als Ortsgruppe der Sozialistischen Studentenschaft Deutschlands und Österreichs verstand. Einige ihrer Mitglieder gehörten in der Emigration dem Verband deutscher Lehreremigranten an. Wie groß die Gruppe war, ist nicht bekannt, aber Günter Wiemann nennt einige ihrer Mitglieder.: 
- Gustav Berking (* 1908; † ?) studierte bis 1932 Erziehungswissenschaften an der TH Braunschweig. Er fand nach seiner Ersten Lehramtsprüfung im Jahre 1931 aus politischen Gründen keine Anstellung im Land Braunschweig.
- Hermann und Grete Ebeling
- Else Gehrmann studierte Erziehungswissenschaften an der TH Braunschweig und nach ihrer Emigration in den Niederlanden, wo sie auch als Lehrerin tätig wurde. In Braunschweig war sie Mitglied in der Allgemeinen Freien Lehrergewerkschaft Deutschlands (AFLD)
- Heinrich Grönewald[10]
- Alice Kindemann (* 1909; † 1984 in Hannover) nahm an der Montaña-Expedition (siehe unten: Weitere Teilnehmer: Alice Kindemann).
- Die Volksschullehrerin Anna-Luise Haaris (* 16. Juni 1900 in Wolfenbüttel; † 1978) und der Lehramtsstudent Otto Meyer (1908–1943) lernten sich 1929 an der TH Braunschweig kennen und lieben.
„Die beiden begeistern sich für sozialistische Erziehungsideale. Als Anna-Luise Haaris 1931 entlassen wird und Otto Meyer keine Anstellung erhält, ziehen sie nach Hannover und arbeiten dort für die „Revolutionäre Gewerkschaftsopposition“ (RGO), eine KPD-Organisation. 1933 arbeiten sie illegal, bis die Gestapo die ersten Mitglieder der Gruppe verhaftet. Anna-Luise und Otto können fliehen und gelangen über die Schweiz und das Saarland nach Belgien. Nach dem Einmarsch der deutschen Truppen im Sommer 1940 beginnt für sie eine Odyssee durch Südfrankreich. Schließlich werden sie verhaftet und vom Oberlandesgericht Hamm zu mehrjährigen Haftstrafen verurteilt. Am 12. Mai 1943, drei Monate nach der Haftentlassung, stirbt Otto Meyer im KZ Sachsenhausen. Auch Anna-Luise Haaris erwartet an der Zuchthauspforte ein Leidensweg durch die Konzentrationslager.“[11]
Haaris überlebte das Konzentrationslager Ravensbrück, wo sie zusammen mit anderen kommunistischen Häftlingen, darunter Charlotte Müller und Helene Overlach, in einer Baracke untergebracht war, und das Außenlager Salzwedel des Konzentrationslagers Neuengamme. Hier wurde sie am 14. April 1945 durch amerikanische Truppen befreit.
In der Emigration kam im Juli 1938 Tochter Marie[12] zur Welt. Als Anna-Luise Haaris und Otto Meyer später in Deutschland inhaftiert waren, wurde ihnen 1941 vom Oberlandesgericht Hamm die Heirat verboten. „Im November 1945 schloss Anna-Luise Haaris vor dem Standesamt Wolfenbüttel die nachträgliche Ehe mit Otto Meyer. Sie versuchte wieder als Lehrerin zu arbeiten, musste aber schließlich aufgeben; immer wieder war sie zusammengebrochen.“[13]
- Gustav Schmidt (* 19. September 1908 in Holzwickede; † 4. Juli 1933 von der SS ermordet).→ Hauptartikel: Rieseberg-Morde Gustav Schmidt war Lehramtsstudent an der TH Braunschweig und Mitbegründer der Sozialistische Studentengruppe.[14]
- Rose Thies (* 1898; † ?) nahm wie ihre Freundin Alice Kindemann an der Montaña-Expedition (siehe unten: Rose Thies).
- Bernhard Winschewski (* 24. Juni 1908 in Schöningen; † ?) studierte Erziehungswissenschaften an der TH Braunschweig und gehörte dem Vorstand der Sozialistischen Studentengruppe an. Er war außerdem Mitglied im Bund Entschiedener Schulreformer und wurde 1932 aus dem Braunschweigischen Schuldienst entlassen. 1933 wurde er mehrfach verhaftet musste für 10 Monate ins Zuchthaus. Er war danach zunächst arbeitslos und fand dann eine Anstellung in einer Baufirma. 1940 wurde Winschewski zur Wiederherstellung der Wehrwürde zum Fronteinsatz abkommandiert. Er geriet in Frankreich in Gefangenschaft. 1949 wurde er Leiter der Niedersächsischen Erziehungsstätte in Braunschweig, später Regierungsdirektor in Lüneburg. Er war Mitglied im Schwelmer Kreis.[15]

### Im Kampf um Schulreformen
Hans Löhr gehörte als studentischer Vertreter der Freien Lehrergewerkschaft an. Für diese verfasste er zusammen mit Heinrich Rodenstein und Leo Regener, den er bereits seit 1919 kannte, die Denkschrift Weiterentwicklung der Lehrerausbildung, in deren Folge Adolf Jensen zum Professor an der TH Braunschweig berufen wurde. Publizistisch betätigte er sich in der Preußischen Lehrerzeitung, der Regionalausgabe der Allgemeinen Deutschen Lehrerzeitung, und im Braunschweiger Volksfreund. Im Kampf um weltliche Sammelschulen, Schulen ohne Religionsunterricht und mit reformpädagogischem Profil, trat Löhr zusammen mit Rodenstein und Regener auch als Referent auf.

1929 wurde auf Initiative von Hans Löhr Siegfried Bernfeld zu einem Vortrag an die TH Braunschweig eingeladen. Der Vortrag sollte eine Art Probevorlesung darstellen, um Bernfelds Berufung, die aufgrund der sich ändernden politischen Verhältnisse nicht mehr zustande kam, vorzubereiten.

„Der Vortrag von Siegfried Bernfeld endete mit einem Eklat. Hans Löhr hatte sich zu Wort gemeldet und geäußert, dass man in der ‚Kielhornschule‘ (Hilfsschule) in Braunschweig sehen könne, wie sich hier Sadisten austoben. Der Skandal war perfekt, denn Hans Löhr konnte für seine Behauptung keine Belege beibringen. Die Hilfschullehrer erstatteten Anzeige wegen Beleidigung. Ende 1930 musste er für die Lehrer eine Ehrenerklärung abgeben, um ein anhängiges Strafverfahren abzuwenden.
Hans Löhr musste für seine Äußerung bezahlen, zu Ostern 1930 wird er nach seinem Examen als Hilfslehrer in den abgelegensten Ort des Freistaats Braunschweig eingesetzt, in der Waldarbeitersiedlung Rottmünde im Solling.“

Nach den braunschweigischen Landtagswahlen vom 14. September 1930 kommt es zu einer Koalition der bürgerlichen Parteien mit den Nationalsozialisten, was schnell zu einer Rücknahme der reformorientierten Bildungspolitik und zu ersten Entlassungen führte. Hans Löhr fühlte sich aufgrund seiner politischen Aktivitäten bedroht und verließ Braunschweig. Wilhelm Lamszus verhalf ihm zu einer Lehrerstelle an der Hamburger Meerweinschule. „Hier trifft er Greta Wehner wieder, diesmal als seine Schülerin.“

## Die Montaña-Expedition
Am 6. April 1932 schiffte sich eine Gruppe von Menschen von Hamburg aus nach Peru ein, wo sie im August 1932 die Siedlung San Ignacio gründeten.

„Die wichtigen Fragen zu den Motiven zur Gründung der Expedition, der Rekrutierung und die Namen der 15 Mitglieder, die Organisation der Gruppe und die Finanzierung konnten nicht hinreichend geklärt werden. Ebenfalls ließen sich konkrete Fakten über das Scheitern der Expedition, z.B. die Rückreise der Mitglieder nach Deutschland nicht ermitteln.“

Gleichwohl besteht für Wiemann kein Zweifel, dass Hans Löhr „der Initiator, Ideengeber, unermüdlicher Antreiber und wohl auch Lieferant eines wichtigen Beitrages zur Finanzierung der Montaña-Expedition“ war. Hintergrund für seinen Entschluss zu dieser Expedition mag seine Angst vor weiteren nationalsozialistischen Verfolgungen gewesen sein, vielleicht aber auch ein Stück Abenteuerlust. In einem Lebenslauf aus dem Jahre 1960 stellte er es so dar:

„Als so der Kampf der entschlossenen antifaschistischen Kollegen gegen zwei Fronten immer aussichtsloser wurde, bekam ich eines Tages im Hause Erich Mühsams, der damals in Neukölln-Britz wohnte, von seiner Frau, der ‚Zenzl‘, ein Manuskript über Peru, das in mir ein brennendes Interesse für dieses ferne Land und seine großen Möglichkeiten wachrief. Sofort ging ich daran, mit einer Anzahl von Freunden eine Expedition zu organisieren, da nur auf diese Weise eine Einreise nach Peru zu bekommen war.“

Wiemann unterstellt, dass Löhr immer noch den Ideen nachhing die ihn zur Gründung der Landkommune Harxbüttel bewogen hatten, und dass er hoffte, „am Amazonas ein Siedlungs-Modell zu verwirklichen – fern vom Kapitalismus – in dem gemeinschaftlich gewirtschaftet und gelebt werden kann“. In diese Richtung zielt auch eine Passage aus Löhrs Lebenslauf von 1960: „Wir hofften, dass wir für Europäer zuträgliche Landstriche zu intensiver Besiedlung finden und eine große Anzahl von den vielen Arbeitslosen würden nachholen können, um dort einen inneren Markt und damit einen politischen Machtfaktor zu bilden.“ Das war jedoch nicht als kolonialistische Landnahme gedacht, sondern als Unterstützung der Bewegung des peruanischen Volkes gegen die „Maßnahmen der damaligen halbfaschistischen peruanischen Regierung“. Und an anderer Stelle schreibt er: 

„Vielleicht wird manchem von uns nach den Mühen und Kämpfen der ersten Zeit die Zivilisationsferne das große Problem sein. Mag sein, dass sich mancher in seinen Träumen nach Arbeitsamt und Quäkerspeisung, nach winterlich-kalter Wohnung, nach Kino und Café zurücksehnt. Das Leben ist überall schwer, aber Hunger ist wohl das Schwerste und nach ihm die ständigen Ungewißheiten des europäisch-überkomplizierten Daseins. Wir glauben fest daran, dass irgendwann einmal in jenem Lande, das wir zu erforschen uns vornahmen, Gemeinden erwachsen, die das bieten, was Europa seinen Menschen nicht mehr geben will: Boden für produktive und geistige Arbeit.“

 Wiemann spricht letztlich von einer „Gemengelage“ von Motiven, die zumindest für Hans Löhr ausschlaggebend für das Expeditionsunternehmen waren.

„Flucht aus einem Vaterland, das Millionen von Menschen die Arbeit verweigerte, Hoffnung auf ein selbstbestimmtes Leben, das Arbeit und Brot versprach, Genossenschaften, die das zu organisieren verstanden, schließlich ein anti-kapitalistischer Reflex und ein guter Anteil deutscher Naturromantik - das war es, was die Siedlung im Urwald begründen sollte.“

### Kurzporträts einiger Expeditionsteilnehmer
Wiemann berichtet von etwa 50 Personen, die sich zur Teilnahme an der Montaña-Expedition bereiterklärt hätten. Aus diesem Kreis seien 15 Personen ausgewählt worden, nach welchen Kriterien, ist nach Wiemann unklar. Ursula Trede (siehe Unten) ist sich aber zumindest sicher, dass Hans Löhr „die ganze Gruppe zusammengestellt [hat], ich weiß das, ich habe in seiner Wohnung gelebt!“
In der letztlich ausgewählten Gruppe „befanden sich zwölf Männer und drei Frauen mit folgenden Berufen: Ein Wissenschaftler, zwei Schriftsteller, zwei Schauspieler, ein Berufsfotograf, drei Lehrer, eine Krankenschwester und sechs Handwerker (Schlosser, Zimmerer). Sechs Teilnehmer kamen aus Braunschweig.“ Zwei aus dieser Gruppe, ein Schauspieler namens Hildebrandt aus Münche und sein Gefährte, kehrten bereits in Manaus um und reisten wieder nach Deutschland zurück.
Die Montaña-Expedition, die sich auf einem eigenen Briefbogen als „Unabhängiges Unternehmen zur Erforschung des Amazonas-Quellgebiets“ bezeichnete und für ihre Mitglieder auch eigene Expeditionsausweise ausgegeben hatte, führte auf diesem Briefbogen drei Personen mit herausgehobenen Positionen auf:
– Hilmar Trede, Schule Marienau, Wissenschaftlicher Leiter;
– Hans Löhr, Hamburg, Technischer Leiter;
– Georg Seidler, Berlin-Halensee, Kaufmännischer Leiter.

#### Hilmar Trede
Hilmar Trede (* 28. Dezember 1902 in Neumünster; † 1947) war Arztsohn, studierte Musikwissenschaft und promovierte über Claudio Monteverdi. 1926 lernte er in Leipzig Gertrud Daus (* 19. August 1901 in Hamburg – † 14. Oktober 1996 in Heidelberg) kennen, „das jüngste von drei Kindern einer emanzipierten jüdischen Familie evangelischer Konfession; ihre Mutter Anna Daus, geb. Marcus, war bereits als Säugling getauft worden, ihr Vater James Daus, ein sozial engagierter Arzt und von 1909 bis 1920 Abgeordneter der Hamburger Bürgerschaft“.
Hilmar Trede und Gertrud Daus lebten zunächst noch in Leipzig, zogen 1928 aber nach Hamburg, wo Hilmar Trede Leiter der Hamburger Volksmusikschule und Lektor bei dem auf alte Musik spezialisierten und von Hans Henny Jahnn mitgegründeten Ugrino-Verlags wurde. Ebenfalls 1928 kam der gemeinsame Sohn Michael zur Welt, der später die von Anna Essinger geleitete Bunce Court School besuchte.
Hilmar Trede wechselte im Oktober 1930 als Musikerzieher an die von Max Bondy geleitete Schule Marienau, wo auch Gertrud Trede an der musischen Erziehung der Kinder mitwirkte. Hilmar Trede lernte hier die Krankenschwester und Werkschülerin Ursula Franz kennen. Er ließ sich von Gertud scheiden und heiratete im November 1932 Ursula Franz, die ebenfalls an der Montaña-Expedition teilnahm. Dieser Ehe entstammt der 1933 geborene Sohn Yngve Jan Trede, das Patenkind von Hans Henny Jahnn, sowie drei weitere Kinder.
Warum sich Hilmar und Ursula Trede der Montaña-Expedition angeschlossen haben, ist nicht bekannt. Möglicherweise ging die Initiative dazu von Ursula Trede aus, die sich 1990 in einem Gespräch an Hans Löhr erinnerte: „Ich hatte einen guten Freund, der Lehrer war und der mich überhaupt auch zum Ablegen des Abiturs veranlasst hat.“

Hilmar Trede „wird in allen Schriften als ein sanfter, gütiger und weiser Mann beschrieben, der trotz seines introvertierten Wesens viele Freunde gewinnen konnte. Oft ist er leidend und kränklich.“ Die Frage, warum sich „ein Mann mit dieser humanistischen Lebensart und schwacher Gesundheit auf das ungewisse Abenteuer einer Expedition in die Urwälder Amazoniens“ einließ, bleibt unbeantwortet. Hans Reiser (siehe unten) wirft allerdings einen ironischen Blick auf eine andere Seite von Trede, den er als „Dr. Chevwely Taggert“ auftreten lässt: 

„Was niemand weiß, wissen will, ja selbst niemand wissen kann, dass weiß der Gelehrte und das Nachschlagewerk. Dr. Chevwely Taggert war Musikwissenschaftler und sein Gepäck enthielt (neben 200 Rasierklingen) einen umfangreichen Stapel musikwissenschaftlicher Werke, eine in einer auffallenden Form geformte Kiste verpackte Gambe, ein kostbares, nach frühmittelalterlichen Vorbildern rekonstruiertes Instrument, ein Viertelzentner Grammophonplatten, bespielt mit exotischer Musik aus verschiedensten Erdgegenden, und ebenso unbespielte Platten zur Aufnahme ‚primitiver‘ Indianermusik.“

Nach Wiemann zählte es in der Tat zu Hilmar Tredes wissenschaftlichem Interesse, indianische Musik zu studieren.
Wiemann konnte sich bei seinen Recherchen auf mehrere Briefe von Ursula Trede stützen sowie auf deren dreißigseitiges Reisetagebuch. Allerdings können sich diese Informationen nur für einen Teil der Expedition auf eigene Erfahrungen von Trede stützen: „Ursula Trede erkrankte in Iquitos so schwer, dass es dringend geraten war, mit ihrem Mann Hilmar Trede in die Heimat zurückzukehren.“ Wann das geschah, lässt sich nur ungefähr eingrenzen: In einem Brief vom 15. August 1932 berichtet Ursula Trede von einer beschwerlichen Bootsfahrt von Iquitos aus nach San Ignacio, an der sie aber nicht teilgenommen hat. Am 18. Oktober 1932 befanden sich die Tredes aber bereits wieder in Deutschland, wie ein Brief von Löhr an sie belegt.
Hilmar Trede starb 1947 an Tuberkulose und wurde auf dem Friedhof in Hinterzarten beerdigt. Er hinterließ ein umfangreiches musikwissenschaftliches Werk.

#### Georg Seidler
Georg Seidler (* 30. September 1900 in Braunschweig; † 1943 gefallen auf der Krim) war Sohn eines Oberlandesgerichtsrats und legte am Wilhelm-Gymnasium die Reifeprüfung ab. 1918 wurde er noch zur Armee eingezogen und studierte anschließend in Leipzig Theologie, Philosophie, Volkswirtschaft und Recht. „Als ehemaliger Erster Chargierter eines Corps [ging er] zu den Kommunisten.“
Am 27. Dezember 1924 heiratete Georg Seidler Luise-Emma Bernstein (* 21. Dezember 1900 in Braunschweig; † um 1975 in London). Das Paar zog Anfang 1925 nach Weimar, wo Tochter Barbara (* 10. November 1925 – † 2000 in England) geboren wurde.
Im Katalog der Deutschen Nationalbibliothek (DNB) gibt es einige Publikationen, darunter auch einen Gedichtband, die sich möglicherweise Georg Seidler zuordnen lassen. Einige dieser Publikationen waren vermutlich 1928 der Anlass, weshalb er „auf Grund seiner schriftstellerischen Arbeiten ein Stipendium an der Universität Göttingen“ erhielt. Wie intensiv in den nachfolgenden Jahren sein Studium war, ist nicht überliefert. Wiemann spricht von „Wanderjahren“, und denen ist sicher auch seine Teilnahme an der Montaña-Expedition zuzurechnen. Unklar ist, was ihn zum kaufmännischen Leiter der Expedition qualifizierte; sein eigentliches Interesse lag vielmehr darin, „Beobachtungen aus der Natur zu beschreiben“.
Seidler nahm zunächst ohne seine Familie an der Expedition teil. Für die Zeit des Aufenthalts in Iquitos bezeichnet ihn Ursula Trede als „Oberkoch“, der „mit viel Phantasie aus den unwahrscheinlichsten Sachen ein fabelhaftes Essen zusammen[braut], um die elf hungrigen Mäuler satt zu kriegen“.
Nach der Machtergreifung der Nazis besuchte Tochter Barbara die Quäkerschule Eerde und folgte dann 1934 zusammen mit ihrer Mutter dem Vater nach Peru. Lange kann ihr Aufenthalt dort nicht gedauert haben, denn 1937 weilte Georg Seidler wieder in Deutschland und wurde 1937 mit einer Dissertation über Georg Christoph Lichtenberg promoviert. Auch die Ehe ging in die Brüche, und Luise-Emma emigrierte 1938 ohne ihre Tochter nach England – ob alleine, oder als Luise-Emma Gottwald, so ihr Name nach ihrer Wiederverheiratung, ist nicht geklärt.
Georg Seidler arbeitete vor seiner Rekrutierung als Lichtenberg-Forscher, heiratete in zweiter Ehe Marie-Luise Bienert und konnte sich vor seinem Tod im Jahre 1943 noch um seine bedrohte Tochter kümmern. „Sie entging der Zwangsarbeit und Deportation in der Diakonissen-Anstalt Neudettelsau bei Nürnberg, wo ihr Vater sie verborgen hatte. Nach Ende des Krieges folgte sie der Mutter nach England, sie wurde Ärztin und arbeitete in einem Londoner Krankenhaus.“ Lange Zeit lebte sie in Südafrika und leitete in KwaZulu-Natal eine Klinik für die schwarze Bevölkerung. Als sie sich gegen die Pläne der Regierung wandte, zehntausende Zulu in ein Homeland umzusiedeln, wurde sie des Landes verwiesen und lebte und arbeitete danach wieder in England.

#### Hans Reiser
Der Schriftsteller Hans Reiser, der bereits Peru bereist und darüber auch publiziert hatte, hat mit einem Gutachten über Siedlungsmöglichkeiten im Quellgebiet des Amazonas wahrscheinlich eine wichtige Grundlage für die Expedition geliefert, an der er dann auch teilnahm – allerdings nur bis Iquitos. Über die Hintergründe seines frühen Ausscheidens schrieb Ursula Trede: 

„Wir sind schon drei Wochen in Iquitos, heute haben wir uns von unserem Reisebegleiter Hans Reiser trennen müssen. Trotz vieler Schwierigkeiten sachlicher und menschlicher Art geht es uns gut - Schwierigkeiten aller Art haben wir ja immer vorausgesehen, wenn es auch schmerzlich ist, dass sie gerade an dieser Stelle ansetzen, wo sie am wenigsten erwartet sind. Es sind lange und belanglose Geschichten, die dazu gehören, letzen Endes war es die übergroße Verschiedenheit der Temperamente, die zur Entfremdung führte. Vor allem Hans Reisers Frau, ein sehr einfaches, simples Menschenkind, war vom ‚Dichtergrößenwahn‘ befallen und das war schlimm, weil Hans Reiser ein leicht beeinflussbarer, fast kindlicher Mensch ist. Um ihn tut es uns herzlich leid, trotzdem die Sache in kleinlichste Anpöbeleien schließlich ausgeartet war.“

Nach Wiemann, der Auszüge aus Reisers 1936 erschienenem Buch Einer ging in die Wildnis abdruckte, „rächte“ sich dieser „dann auf seine Weise und ironisiert in seinem Buch […] den wirklichen oder vermeintlichen Dilettantismus des Unternehmens, er verschlüsselt die Namen einiger Teilnehmer und geht dabei wenig fair mit ihnen um“.

#### Rose Thies
Rose Thies (* 14. Oktober 1898 in Braunschweig; † 1971 in Braunschweig) besuchte das Realgymnasium in Braunschweig und legte 1918 in Göttingen das Abitur ab. In Göttingen und Freiburg studierte sie Deutsch, Geschichte und Geographie und beendete ihr Studium 1923 mit dem Ersten Staatsexamen für das Lehramt. Das Referendariat verbrachte sie mit einer zweijährigen Unterbrechung in Braunschweig und Holzminden, bevor sie 1927 das Zweite Staatsexamen ablegte. Sie gehörte der Sozialistischen Studentengruppe an.
Nach ihrem Referendariat arbeitete Rose Thies in einem Schweizer Kinderheim und schloss sich dann 1932 der Montaña-Expedition an. Die Verbindung hierzu kam möglicherweise über ihre Mitgliedschaft in der Freien Lehrergewerkschaft zustande.
Nach dem Scheitern der Expedition blieb Thies – wie auch Hans Löhr – in Peru. Sie heiratete einen Peruaner und unterrichtete Eingeborenenkinder. Nach dem Tod ihres Mannes kehrte sie 1938 nach Braunschweig zurück, durfte aber aus politischen Gründen nicht wieder in den Schuldienst eintreten. Sie arbeitete stattdessen in einer Kaffeerösterei.
Von 1945 bis 1962 unterrichtete Thies wieder in Braunschweig und war zuletzt Konrektorin an einer Mädchen-Mittelschule. Zusammen mit dem Internationalen Haus Sonnenberg organisierte sie den Schüleraustausch mit englischen Schulen.

#### Weitere Teilnehmer
- Alice Kindemann (* 1909; † 1984 in Hannover)
Sie war die Freundin von Rose Thies, Lehrerin und Mitglied in der Freien Lehrergewerkschaft in Braunschweig. Wa sie zu der Expeditionsteilnahme bewog, ist nicht bekannt. In der Terminologie von Wiemann gehört „Miß Alice“ zu jenen Expeditionsteilnehmern, mit denen Hans Reiser in seiner Schilderung „wenig fair“ umgegangen ist.
Nach dem Scheitern der Expedition kehrte sie 1934 nach Braunschweig zurück. Bekannt über sie ist nur noch, dass sie danach heiratete und Mutter von drei Töchtern wurde.[48]
- Otto Helm (* 22. Juli 1905 in Braunschweig)
Von ihm ist bekannt, dass er nach Abschluss der Realschule eine Ausbildung zum Zimmermann machte und 1926 aus der Evangelischen Landeskirche austrat. Bis 1932 besuchte er die Landesbauschule in Holzminden – Fachklasse Baukunst – mit Abschluss als Bauingenieur. Von 1932 bis 1938 war er in Südamerika: Teilnehmer an der Montana-Expedition, Überleben als Goldsucher, Tischler, Bananenanpflanzer. 1938 erfolgte die Rückkehr nach Braunschweig, Arbeit als Bauingenieur. 1940 Heirat und drei Kinder. Ab 1945 Tätigkeit als Bauingenieur in Braunschweig, ab 1951 im Staatshochbauamt in Helmstedt. 1957 starb er. Im Zusammenhang mit dem Scheitern der Expedition spielte er aber womöglich eine wichtige Rolle: „In einem Brief von Hans Löhr an Hilmar Trede vom 18. Oktober 1932 im Zusammenhang mit dem Zerfall der Gruppe ist von Otto Helm die Rede. Die Satzung ging von der Vorstellung aus, ‚Gemeinschaftsarbeit‘ gehe vor ‚Privatarbeit‘. An dieser Position hat sich ein Konflikt entwickelt, der die Gruppe spaltete, die Mitglieder standen sich inzwischen feindselig gegenüber. Otto Helm hat sich an der Rebellion beteiligt und steuerte dazu im besten Braunschweiger Dialekt einige Unflätigkeiten bei – so Hans Löhr.“[48]
- Günther Schaper
Über ihn weiß Wiemann nur zu berichten, dass er während der Expedition „professionelle Fotos und Filme anzufertigen“ gedachte.[36]

### Vom Verlauf und Scheitern der Expedition
Die Reise verlief zunächst von Europa aus bis nach Manaus. Dort wurde die komplette Ausrüstung auf ein kleineres Flussschiff umgeladen, mit dem die Fahrt weiterging in das etwa 2000 Kilometer entfernte Iquitos. Wie oben schon erwähnt, verließen bereits in Manaus zwei Personen die Expedition, und in Iquitos verließen vier weitere Personen (Hilmar und Ursula Trede, Hans Reiser und seine Frau) aus unterschiedlichen Gründen die Gruppe. Die Weiterreise nach San Ignacio sollte auf einem von der Gruppe noch zu bauendem Boot erfolgen, was trotz großer Schwierigkeiten auch gelang. Die gesamte Ausrüstung wog um die 50 Zentner und umfasste alles, was man für die Errichtung einer Urwaldsiedlung mit Sägewerk und Holz- und Metallwerkstätten benötigte. Dazu kamen Bootsmotoren, die Ausrüstung für eine Dunkelkammer, Schreibmaschinen und eine Apothekausstattung. Noch detaillierter liest sich das bei Reiser:

„Allein schon der Gasmotor, der dazu bestimmt war, ein erst zu bauendes Motorboot in Gang zusetzen, wog sieben Zentner. Dazu kamen ein Fordmotor, ein Dynamo, drei Nähmaschinen, vier Grammophone, fünf Schreibmaschinen, eine Schlosserwerkstatt, eine Mechanikerwerkstatt, eine Tischlerwerkstatt mit Kreissäge und Werkzeugen, Ersatzteile, Glühlampen, Zelte, Segel, Hängematten, Schwimmwesten, Gewehre, Revolver, Munition, Feldflaschen, Feldstecher, Treibriemen, Drahtseile, Ketten, Flaschenzüge, Laternen, Glasperlen, Arzneien, wissenschaftliche Instrumente, medizinische Bestecke, photographisches und Filmmaterial.“

Was mit all diesen Sachen – nach dem Bootsbau in Iquitos – in San Ignacio bezweckt war, erschließt sich am ehesten aus einem Brief von Ursula Trede.

„Der Haziendero Antonio Vela hat uns ein Gebiet auf seinem großem Landbesitz angeboten, gerodet sind hier ungefähr vier Morgen, es gibt dort Rindvieh und Hühner, das reicht für einen Beginn. Herr Vela hofft auf die unternehmungslustigen Europäer, er liefert zunächst die Zugochsen, die Maulesel und stellt die Verpflegung zur Verfügung. Er hofft, dass wir seine Kraftanlage (kleine Talsperre mit Turbine), die seit Jahren still liegt, wieder in Gang bringen können. Für alle Fälle wäre das für die gesamte Gruppe ein ruhiger und sorgenfreier Anfang, der es ermöglicht, Land und die Verhältnisse am Amazonas erst einmal aus eigener Erfahrung kennen zu lernen, wie ihn sonst nur Siedler haben, die ihre Regierung als Sicherung hinter sich haben.“

Ursula Trede, die nicht über Iquitos hinauskommen sollte, hatte ein feines Gespür dafür, dass nicht die materiellen Bedingungen zu Problemen führen könnten, sondern die Situation der Gruppe. Für sie ist „das Ganze ein Experiment, vor allem menschlicher Art, aber diese neue Aufgabe könnte über die ersten Monate hinweghelfen, bis Platz für ‚frisches Blut‘ aus der Heimat geschaffen ist - das dringendste Erfordernis, um die menschliche Atmosphäre aufzulockern. Die Gruppe ist in der jetzigen Zusammensetzung einfach zu klein.“ Dieses Experiment war spätestens seit Iquitos zum Scheitern verurteilt. Uneinigkeit, Streit und Krach prägten das Zusammenleben, was offensichtlich daran lag, dass es kein Grundverständnis über die gemeinsame Zukunft gab. Das machte sich an Kleinigkeiten fest, wie dem Streit der Frauen darüber, wer den Abwasch übernehmen solle, lag aber an tieferen Ursachen, die wiederum Ursula Trede beschrieb. 

„Es hat sich im Laufe unserer Reise gar nicht als so klar erwiesen, ob sich eine Gruppe, wie wir, nun wirklich dazu eignet, im abgelegensten Urwald zu siedeln und hier - zwangsweise - ein gemeinsames Leben führen zu müssen. Wenn bei den Handwerkern die Lust zum Basteln und zur eigener Unternehmung erwacht, dann soll man ihnen, um Gotteswillen, nicht irgendwelche Ideologien aufpfropfen, die ihnen ganz fern liegen. Wir und Georg Seidler haben diese Möglichkeit immer vorausgesehen und haben uns über unsere künftige Lebensform in der Siedlung innerlich in keiner Weise festgelegt. Die Form muss ganz offen bleiben und darf nicht vorab entschieden werden. Ihr dürft das nicht mißverstehen, es sind keine Spaltungen in unserer Gruppe vorhanden. Die Leute haben soviel Spass an den großen ‚Möglichkeiten‘ in diesem Land. Hans (Löhr) aber verschließt davor seine Augen und hält an seiner Lieblingsidee fest (gemeinschaftliches Leben und Wirtschaften) und möchte sie nicht aufgeben.“

Die Spaltung der Gruppe, die Trede hier noch in Abrede stellte, kam schneller als erwartet. Hans Löhr berichtete darüber in einem Brief vom 18. Oktober 1932 an die nun schon in Deutschland weilenden Tredes und geht auf die Situation in San Ignacio ein. Er berichtete von Quengeleien, gegenseitigen Beschuldigungen, Drohungen, Intrigen und Arbeitsverweigerungen. 

„Offenbar gab es auch Streit über die Frage ‚Privatarbeit versus Arbeit für die Gemeinschaft‘, z.B. bei der Anlage eines Gartens. Einige Mitglieder weigerten sich offensichtlich, weiter gemeinschaftliche Arbeiten zu erbringen; es gab viel unnützen Streit.
Einer der Mitglieder sammelte die ‚Opposition‘ und forderte die ‚Direktion Seidler/Löhr‘ auf, eine Generalabrechnung über die Finanzierung der Expedition vorzulegen, was auch geschah. Einige der Mitglieder drohten mit Abreise - die Gruppenmoral begann, zu verfallen - der Optimismus der Gründerwochen war dahin.“

Dieser Brief von Hans Löhr war die letzte Information über die Montaña-Expedition. Wann und unter welchen Umständen sich die Gruppe endgültig auflöste und die Mitglieder der Expedition nach Deutschland zurückkehrten, konnte auch Wiemann nicht herausfinden. So, wie Ursula Trede oben schon mal das Verhalten von Hans Löhr problematisiert hatte, schließt auch Wiemann mit einem kritischen Blick auf dessen Rolle.

„Er allein, in seiner Doppelrolle als ‚Intellektueller und Handwerker‘, hätte wohl vermittelnd zwischen den beiden, inzwischen verfeindeten Gruppierungen wirken können! Er hatte aber offenbar nicht die Autorität eines ‚Menschenfischers‘, der hier die unterschiedlichen Interessen hätte ausgleichen können und menschliche Unzulänglichkeiten mit Großmut hinzunehmen.
Sein verfolgtes Ziel, in der peruanischen Wildnis eine Art ‚Sozialistische Kommune‘ zu gründen, musste scheitern, dafür gab es keine tragfähige ethische Basis unter den Mitgliedern - Hans Löhr hatte sich mit seiner Idee selbst überfordert.
Er hat dafür einen hohen Preis entrichten müssen, 19 Jahre - mutterseelenallein - im Urwald zubringen zu müssen.“

Hans Löhr bekannte allerdings noch vier Jahre später, in einem Brief vom 15. September 1936 an den alten Freund Leo Regener: „Das Gemeinschaftsleben ist keine romantische Illusion, wie Wilhelm (Lamszus) in Bezug auf mich einmal meinte, sondern ist mir eine Lebensvoraussetzung, wie für andere (vielleicht) die Sexualität oder der Kaviar oder auch der gute Likör.“

## Urwaldjahre
Es gibt nur wenige Informationen darüber, was Hans Löhr nach dem frühen Scheitern der Montaña-Expedition machte. Quellen hierfür sind lediglich zwei Briefe an Leo Regener und zwei Zeitungsartikel aus dem Jahre 1953 nach seiner Rückkehr nach Deutschland.
In den Zeitungsartikeln verblüfft zunächst die Darstellung des Scheiterns der Expedition. Als Expeditionsziel wird in beiden Fällen die Suche nach Siedlungsland für deutsche Auswanderer genannt. Dieses Ziel aber sei nicht erreicht worden, weil es in Peru einen Regierungswechsel gegeben habe. Die neue Regierung habe an den Plänen kein Interesse mehr gehabt, und zugesagte Unterstützungen seien nicht mehr gewährt worden. Von den Querelen innerhalb der Gruppe ist in beiden Artikeln nichts zu lesen; es sieht so aus, als habe sich Hans Löhr im Abstand von elf Jahren ein sehr eigenes Bild von seinem Scheitern mit der Expedition geschaffen.

Fakt ist allerdings, dass Hans Löhr die nächsten Jahre am Río Ucayali blieb, in oder in der Nähe der peruanischen Stadt Requena. (Lage) Er schlägt sich als Mechaniker durch, repariert Ackergeräte und Flinten. Seinen Alltag am Rande der Verwahrlosung beschreibt er 1936 in einem Brief an Leo Regener sehr drastisch.

„Gegen Morgen schlafe ich dann, und da ich sowieso nur für einen halben Tag Aufträge habe, so schlafe ich acht Stunden, deren Ende natürlich bis tief in den Tag hineinreicht. Nach einem starken Ucayali-Kaffee mit wirklicher Milch fängt dann der Trott an. Da ist eine Flinte zu reparieren (natürlich ist die Sache eilig, weil die Cholos nicht länger als höchstens einen Tag vorausdenken und immer erst im allerletzten Augenblick kommen). Da ich nur noch ganz zuverlässigen Leuten und auch nur für kürzere Zeit stunde, so habe ich bald mein Geld in der Hand, das mir für des Leibes Nahrung und Notdurft ausreicht. Ist nach der Instandsetzung der Werkzeuge und sonstiger nicht unmittelbar gewinnbringender Tätigkeiten noch Zeit vorhanden, so gehe ich an die Schnaps- und Likörfrage. Das ist zwar ein sehr interessantes Kapitel, bringt nur gerade so viel ein, dass ich selber für den eigenen Konsum eine Batterie von Flaschen mit Eierlikör, Curacao, Benediktiner, Half on Half Aromatique, Ananaslikör, Mandarinata, Cordial Medoc usw. pp. gratis habe. Da der Mensch aber nicht von Schnaps allein lebt, so stehen nach entsprechender Vorbereitung da noch einige Korbflaschen mit Ananaswein zur Gärung, die teilweise in meiner kleinen Retorte destilliert, einen Art Kognak ergeben, der wieder als Basis von Likören dient. Das Mittagessen ist eigentlich eine mehr lästige Unterbrechung, über die im wesentlichen der gute Kaffee hinwegtröstet und die schwergewichtige, schwarze Zigarre, die ich mir natürlich selbst mache. Und schliesslich ist es wieder Abend. Und wenn nach alledem ein bisschen Geld übriggeblieben ist, so geht das auf die nächtliche Beleuchtung und die Flugpost drauf.“

Trotz dieses Lebens am Rande des Abgrunds stand Hans Löhr aber immer noch mit der Außenwelt in Verbindung, wie auch sein Hinweis auf die Kosten für die Flugpost zeigt. Er berichtet Regener von Kontakten zu dem ehemaligen Braunschweiger Genossen Heinrich Grönewald, der ihm die Schulleiterstelle an der Pestalozzi-Schule Buenos Aires angeboten hatte, er korrespondierte mit Fritz Karsen in Kolumbien und erhielt Post von Otto Rühle aus Mexiko. Im Rahmen eines Entschädigungsverfahrens bescheinigte ihm Heinrich Rodenstein 1952, dass er Mitglied im Verband deutscher Lehreremigranten gewesen sei, und schrieb: „Obwohl er in jenen Jahren in Südamerika recht isoliert lebte, hat er regelmäßig Verbindung mit unserem Verband gehalten und an seiner Arbeit mit Kräften teilgenommen.“ Viele Jahre hat er auch Artikel für die in Buenos Aires erscheinende Zeitschrift Das Andere Deutschland geschrieben.
Hans Löhr reagierte skeptisch auf die Angebote von außen, hatte „keine Lust, in zwiespältige Verhältnisse zu kommen, die ich so satt habe, dass ich mich trotz meines jahrelangen Urwalddaseins nicht darüber wegtrösten kann“. Seine prekären Verhältnisse und sein Engagement für die Belange der Indios, das ihn zur Zielscheibe für Anschläge durch die ansässigen Patrones machte, zwingen ihn zu einer Veränderung. Er verlässt – vermutlich 1941 – Requena und wird Goldwäscher am Amazonas – allerdings nur für kurze Zeit. Durch einen Zufall lernt er Max Kuczynski kennen, der ihm zu einer Anstellung auf der Lepra-Station San Pablo verhilft. (Lage) Vom 1. Januar 1942 bis zum 30. Januar 1949 arbeitete er hier als Chef der Werkstätten und war laut einem vom Chefarzt ausgestellten Zeugnis für ein breites Arbeitsfeld verantwortlich: „Metalldreherei, Bau von Holzschiffen, von industriellen und sanitären Anlagen (einschließlich Entwurf von Konstruktionen), Reparatur von Motoren, Führung von Traktoren und Barackenarchitektur“.

Der beruflichen Veränderung folgen auch private. Im August 1943 heiratet er die junge Peruanerin Marina Manzur (* 9. September 1926). Aus der Ehe gehen die beiden Töchter Sonia Luci (* 14. März 1945) und Nora Marina (* 22. Dezember 1946) hervor. Das Ende des Zweiten Weltkriegs verschafft ihm dann auch wieder Gelegenheit, Kontakte nach Deutschland zu knüpfen, vor allem auch zu seiner Schwester Anna, die in Braunschweig lebte. Als Kontaktfrau fungierte zeitweilig die inzwischen in New York lebende Grete Ebeling (siehe oben). Angelica Balabanova versorgte ihn, ebenfalls aus New York, mit Büchern. Hans Löhr bietet seiner Schwester Unterstützung an, bietet ihr sogar an, zu ihm nach Peru zu kommen, und bittet dann um Adressen der alten Braunschweiger Freunde. Doch schon in einem weiteren Brief an Anna Löhr vom 30. September 1946 trägt er sich plötzlich mit ganz anderen Plänen.

„Ich habe es sehr satt, in dieser Gegend zu leben. Es ist nicht nur der Überdruß, ewig gleicher Umgebung, sondern ich fühle auch, dass mir das Klima nach 14 Jahren tropischen Urwalds nicht mehr so gut bekommt, wie früher. In den Jahren, in denen ich mit dem Motorboot auf den Flüssen herumfuhr, habe ich das nicht so sehr gespürt, und später bildete die hoffnungsvolle Aufbauarbeit in der neuen Lepra-Kampagne ein gutes seelisches Fundament. Jetzt ist aber im Laufe der Jahre die Sache schlapp geworden, die Regierung stellt nur ungenügende Geldsummen zur Verfügung und bürokratisches Unkraut wächst über den ehemals blühenden Garten. Krieg und Nazis sind zu Ende; ich möchte wieder in Europa mitarbeiten. Ich kann mir denken, dass Du mir abrätst. Die wirtschaftlichen Verhältnisse sind sicherlich miserabel und das Essen knapp, aber ein neuer Aufbau muß außerordentlich interessant sein, speziell für mich, der ich im Abstand geblieben bin von dem ganzen Schlamassel. Im November werde ich 50 Jahre alt, es bleiben mir also theoretisch noch eine ganze Reihe von Jahren kräftiger Mitarbeit. Dieses Land bietet mir nichts mehr.“

## Neuanfang in Westdeutschland
Am 27. Mai 1946 hatte Hans Löhr bereits beim braunschweigischen Ministerium für Volksbildung den Antrag auf Wiedereinstellung in den Schuldienst gestellt. Ganz offensichtlich wegen der alten Geschichte im Zusammenhang mit dem Vortrag von Siegried Bernfeld (siehe oben) tut man sich in Braunschweig zunächst schwer mit Löhrs Antrag, und der zuständige Dezernent Karl Turn, mit Leo Regener per Du, wendet sich erst einmal an den in Ost-Berlin lebenden Regener, um eine Beschäftigung in Berlin zu sondieren. Am 12. Juli 1947 erklärt sich der Magistrat von Groß-Berlin – Hauptschulamt bereit, Löhr einzustellen. Doch es sind viele bürokratische Hürden zu überwinden, und für Löhr gibt es keinen erkennbaren Fortschritt. Am 28. Januar 1950 schreibt er an Leo Regener: „Vielmehr bin ich, da ich bekannt bin wie ein bunter Hund, allmählich mit meinen Reise-Absichten im Umkreis von 1000 Kilometern zum Gespött meiner Zeitgenossen geworden.“ Und am gleichen Tag schreibt er an den Leiter des Hauptschulamtes in Berlin: „Als einziges Ergebnis kann ich verbuchen, dass ich jetzt die begründete Aussicht habe, den Pass für Frau und Kinder zu bekommen, sozusagen bin ich bis an das Gitter meines Gefängnisses vorgedrungen.“
Warum die Familie Löhr am 15. September 1951 in Braunschweig eintrifft – und nicht in Berlin – und dort eine von den alten Freunden besorgte Wohnung beziehen kann, ist ungeklärt. Und die bürokratischen Hürden sind längst noch nicht alle ausgeräumt. Im Alter von 55 Jahren musste er erst einmal das Zweite Staatsexamen nachholen, um eine Lehrerstelle zu bekommen. „Er wurde zunächst als Werklehrer (im Angestelltenverhältnis) eingesetzt und musste an einer ‚Junglehrer-Arbeitsgemeinschaft‘ teilnehmen, die als Voraussetzung galt, die Zweite Lehrerprüfung abzulegen.“ Am 1. April 1952 trat er endlich in den Schuldienst ein.

Zum Scheitern verurteilt war allerdings sein Verlangen, Entschädigung als Verfolgter des NS-Regimes zu erhalten. Der zuständige Sonderhilfeausschuß für den Verwaltungsbezirk Braunschweig lehnte am 4. Juni 1953 seinen Antrag ab. In der Begründung heißt es:

„Nach dem eigenen Vorbringen des Antragstellers steht fest, dass der Antragsteller schon im Jahre 1932 aus Deutschland ausgewandert ist, um sich etwaigen möglichen Verfolgungen durch die Nationalsozialisten zu entziehen. Dass irgendwelche Verfolgungen seitens der Nationalsozialisten gegen ihn tatsächlich stattgefunden hätten, hat er selbst nicht behauptet. Eine derartige Verfolgung konnte aber gegen ihm gegenüber gar nicht Platz greifen, da er sich ja gar nicht in Deutschland befand und daher dem Zugriff der Nationalsozialisten entzogen war.“

Ein ganz anderes Problem trat durch Hans Löhrs viele Ostkontakte auf. Aufgrund seines bis in die 1950er Jahre hineinreichenden Peru-Aufenthaltes war ihm möglicherweise nicht bewusst, mit welchem Argwohn in Zeiten des sich verschärfenden Kalten Kriegs in Westdeutschland Kontakte in Länder jenseits des Eisernen Vorhangs bedacht wurden. Löhr besuchte in der DDR Kollegen, die er aus seiner Braunschweiger Zeit kannte, engagierte sich in Fritz Hellings Schwelmer Kreis, nahm an Tagungen in der DDR teil und korrespondierte mit Kollegen dort und in der Tschechoslowakei. Ob er deshalb direktem Druck seitens der Schulbehörde ausgesetzt war, ist nicht überliefert, doch er empfand, dass das politische Klima in der Adenauer-Ära um ihn herum für ihn immer unerträglicher wurde.

„Ich habe den Eindruck, dass ich jetzt lange genug in unserem niedersächsischen Ländle gesessen habe. Nicht genug, dass ich schon mehrmals wegen meiner Weltanschauung und meinem daraus resultierenden Verhaltens angerempelt worden bin, jetzt inkrimiert man sogar meine Fotos - Ich muss immer warten, bis das nächste geschieht. Was erwartet mich hier noch? Wegen meiner Gesinnung habe ich fast 20 Jahre lang das bittere Los der Verbannung essen müssen. Heute sind die Leute, vor denen ich damals flüchten mußte, wieder in allen Instanzen am Drücker, um ein Viertes Reich vorzubereiten. Wenn das nach außen auch allem menschlichen Ermessens nach nicht mehr gelingt, so wird es nach innen immer schlimmer.“

## Übersiedlung in die DDR
Was folgte, muss in enger Abstimmung mit Leo Regener geschehen sein und in Übereinstimmung mit seiner Frau, denn auch die Zukunft der Familie war ihm wichtig: „Ich möchte nicht dort bleiben, wo sich mit aller Gewalt all die letzten scheußlichen Reste einer Welt des Kalten Kriegs, introvertiert sozusagen, am Leben erhalten. Wenn ich einmal nicht mehr bin, sollen wenigstens meine Kinder in eine bessere, befreite und befriedete Welt hineinwachsen. Wo es Kindern gut geht, geht es auch den Menschen gut!“ Im Februar 1960 erfolgte die Übersiedelung in die DDR – mit einer Umzugsspedition aus Ost-Berlin.
Günter Wiemann macht auf ein interessantes Detail bei derartigen Übersiedelungen aufmerksam: „Bei der Übersiedelung in die DDR wurden die Neuzugänge (aus der sog. Intelligenz) zunächst im ‚Intelligenzheim Ferch‘ (Brandenburg) untergebracht. Sie werden von speziellen ‚Kommissionen‘ auf ihre politische Zuverlässigkeit und berufliche Eignung überprüft. Von hier aus erfolgt die Zuweisung in Arbeitsplätze und Wohnungen.“
Dank seiner Spanischkenntnisse und der Unterstützung durch Leo Regener erhält Hans Löhr vom 15. Mai 1960 an eine Anstellung beim Allgemeinen Deutschen Nachrichtendienst (ADN). Die Familie bekommt eine Wohnung in Berlin-Friedrichshain und Tochter Nora ab September 1960 einen Studienplatz an der Ballettschule in Leningrad.
Hans Löhr kämpfte spätestens seit 1952 mit gesundheitlichen Problemen und war mehrfach monatelang krank. Wiemann spricht von einer „späteren, schweren Krankheit“, die sich früh gemeldet habe, und dies mag der Grund dafür gewesen sein, dass Löhr in der DDR nur noch eine kurze Lebensphase verblieb. Er starb im Januar 1961, und sein alter Freund Leo Regener hielt am 30. Januar 1961 die Trauerrede.
Tochter Nora Marina wurde zwar keine Tänzerin, sondern Lehrerin für Spanisch und Französisch, ihre ältere Schwester Sonia Lucy Erzieherin. Ihre Mutter Marina „arbeitete als Modeschneiderin im Berliner Modeinstitut, sie heiratete den Sprachwissenschaftler Horst Isenberg, mit dem sie die Kinder Renia und Cecilia hat“.

## Belege
1. ↑  Hans Löhr wird, wenn überhaupt, meist nur im Zusammenhang mit Hans Koch erwähnt. Eine Würdigung seiner Person und seines politischen Wirkens erfolgte erst durch das Buch von Günter Wiemann, auf das alleine sich dieser Artikel stützen kann. Soweit nicht anders angegeben, stammen alle gemachten Angaben aus diesem Buch; Einzelnachweise werden nur bei längeren Textzitaten oder zitierten Dokumenten ausgewiesen.
2. 1 2 3 4 5  Hans Löhr: Lebenslauf vom 15. Oktober 1929, in: Günter Wiemann, S. 25–26
3. ↑  Ein Gespräch mit Jutta Bohnke-Kollwitz mit Hans Koch, in: Günter Wiemann, S. 190
4. ↑  Günter Wiemann, S. 28
5. ↑  Brief von Greta Wehner an Günter Wiemann vom 11. Juni 2006, in: Günter Wiemann, S. 11
6. 1 2  Günter Wiemann, S. 195–196
7. ↑  Zeugnis über den Erwerb der Lehrbefähigung für braunschweigische Volksschulen, in: Günter Wiemann, S. 49
8. ↑  Günter Wiemann, S. 34
9. ↑  Soweit keine anderen Quellen angegeben sind, stammen alle Angaben von Günter Wiemann, S. 47–48
10. ↑  Hildegard Feidel-Mertz (Hrsg.): Schulen im Exil. Die verdrängte Pädagogik nach 1933, Rowohlt Taschenbuch Verlag, Reinbek bei Hamburg 1983, ISBN 3-499-17789-7, S. 228
11. ↑  Bernhild Vögel: Biografie des Lehrerpaares Haaris/Meyer
12. ↑  Andreas Speit: Pädagogen im Widerstand, taz, 8. März 2005
13. ↑  Bernhild Vögel: Nie mehr das Gefühl von Sicherheit – Das Lehrerehepaar Anna-Luise Haaris und Otto Meyer. Das undatierte Rede-Manuskript entstand vermutlich 2005 im Kontext der Ausstellung Lehrer gegen Hitler. Braunschweiger Reformpädagogen: entlassen – verfolgt – zurückgekehrt.
14. ↑  Günter Wiemann, S. 43
15. ↑  Wilhelm Pieper: Niedersächsische Schulreformen im Luftflottenkommando. Von der Niedersächsischen Erziehungsstätte zur IGS Franzsches Feld, Verlag Julius Klinkhardt, Bad Heilbrunn, 2009, S. 156–157
16. ↑  Empfehlungsschreiben Leo Regeners für Hans Löhr vom 12. Mai 1960, in: Günter Wiemann, S. 162
17. ↑  Reformpädagogische Schulen in Braunschweig
18. ↑  Günter Wiemann, S. 36–37
19. ↑  Günter Wiemann, S. 32
20. ↑  Günter Wiemann, S. 44
21. ↑  Zur politischen Situation in Peru in dieser Zeit wie insgesamt für die Aufenthaltsdauer von Hans Löhr siehe: Oligarchische Herrschaft und politische Erneuerung in Peru
22. ↑  Nach Günter Wiemann, S. 90–91, ist von dieser am Rio Ucayali gelegenen Siedlung nichts mehr aufzufinden.
23. ↑  Günter Wiemann, S. 52
24. ↑  Günter Wiemann, S. 59
25. 1 2  Hans Löhr: Lebenslauf vom 23. April 1960, in: Günter Wiemann, S. 54–55
26. ↑  Günter Wiemann, S. 54–55
27. ↑  Hans Reiser, Artikelserie zur Montaña-Expedition im Der Volkslehrer (1932), zitiert nach Auszügen in: Wiemann, S. 56–58
28. ↑  Günter Wiemann, S. 94
29. ↑  Günter Wiemann, S. 71
30. 1 2  Gespräch zwischen Ursula Trede und Günter Wiemann, 1990, zitiert nach Wiemann, S. 59
31. ↑  Günter Wiemann, S. 53
32. ↑  Hans Löhr: Der letzte Brief aus Europa (11. April 1932), in: Günter Wiemann, S. 73–76
33. 1 2 3  Lexikon verfolgter Musiker und Musikerinnen der NS-Zeit: Gertrud Trede
34. 1 2  Günter Wiemann, S. 62–63
35. 1 2 3 4  Auszug aus Hans Reiser: Einer ging in die Wildnis, List, Leipzig, 1936, abgedruckt bei Wiemann, S. 105–106
36. 1 2 3  Wiemann, S. 71
37. ↑  Günter Wiemann, S. 54
38. 1 2 3 4 5 6  Impressionen aus dem Leben der Expedition. Auszüge aus Briefen von Ursula Trede, in: Wiemann, S. 85–92
39. ↑  Günter Wiemann, S. 93
40. ↑  Hilmar Trede im Katalog der DNB und im WorldCat
41. 1 2 3 4  Günter Wiemann, S. 64–68
42. ↑  Auf Georg Seidler bezogener handschriftlicher Vermerk in der Personalakte seines Bruders Gerhard Seidler, der nach 1945 für einige Zeit Präsident des Oberlandesgerichts Braunschweig war. (Wiemann, S. 66–67)
43. ↑  Günter Wiemann nennt als Todesjahr das Jahr 1977.
44. 1 2  Stolpersteine in Braunschweig: Familie Bernstein
45. ↑  Georg Seidler: Versuch über die Bemerkungen Lichtenbergs im Katalog der DNB.
46. ↑  Hans Reiser: Abenteuerliche Wanderung durch Peru, Berlin, 1932
47. ↑  Günter Wiemann, S. 59
48. 1 2 3 4 5  Günter Wiemann, S. 68–70
49. ↑  Günter Wiemann, S. 72
50. ↑  Günter Wiemann, S. 93. Wiemann referiert diesen Brief nur, druckte aber keine Auszüge ab.
51. ↑  Günter Wiemann, S. 96
52. 1 2 3  Hans Löhr: Brief vom 15. September 1936 aus der peruanischen Stadt Requena an Leo Regener, in: Günter Wiemann, S. 107–109
53. ↑  Hans Löhr: Briefe aus dem Urwald vom 15. September 1936 und dem 15. Januar 1937, in: Günter Wiemann, S. 107–112
54. 1 2  Hans Joachim Langner: Don Juan vom großen Strom, Braunschweigische Landeszeitung vom 18. Juli 1953 & Abenteurer wieder Willen, Hamburger Abendblatt vom 8./9. August 1953, beide Artikel in: Günter Wiemann, S. 141–143
55. ↑  Bescheinigung von Heinrich Rodenstein vom 20. März 1952, in: Günter Wiemann, S. 144–145
56. ↑  Günter Wiemann, S. 113
57. ↑  (Übersetzte) Bescheinigung des Ministerio de Salud y Asistencia Social vom 20. August 1951, in: Günter Wiemann, S. 130
58. ↑  Hans Löhr: Brief an Anna Löhr vom 20. Juni 1946, in: Günter Wiemann, S. 119–120. Woher die Bekanntschaft mit Angelica Balabanova stammt, die laut Löhr auch mit Leo Regener bekannt war, ist unbekannt.
59. ↑  Hans Löhr: Brief an Anna Löhr vom 30. September 1946, in: Günter Wiemann, S. 124–125
60. ↑  Günter Wiemann, S. 132
61. ↑  Hans Löhr: Brief an Leo Regener vom 28. Januar 1950, in: Günter Wiemann, S. 136–137
62. ↑  Hans Löhr: Brief an Ernst Wildangel, Leiter des Hauptschulamtes Berlin, vom 28. Januar 1950, in: Günter Wiemann, S. 137
63. ↑  Günter Wiemann, S. 139
64. ↑  Beschluß des Sonderhilfeausschusses für den Verwaltungsbezirk Braunschweig vom 4. Juni 1953, in: Günter Wiemann, S. 146–148
65. 1 2  Hans Löhr: Brief an Leo Regener vom 1. September 1959, in: Günter Wiemann, S. 159–160
66. ↑  Günter Wiemann, S. 164
67. ↑  Günter Wiesemann, S. 161
68. ↑  Günter Wiemann, S. 169

| Personendaten    | Personendaten                                                                                |
| ---------------- | -------------------------------------------------------------------------------------------- |
| NAME             | Löhr, Hans                                                                                   |
| KURZBESCHREIBUNG | Kommunarde, Lehrer, Emigrant, Leiter der Werkstatt einer Leprastation im peruanischen Urwald |
| GEBURTSDATUM     | 16. November 1896                                                                            |
| GEBURTSORT       | Harxbüttel                                                                                   |
| STERBEDATUM      | Januar 1961                                                                                  |
| STERBEORT        | Ost-Berlin                                                                                   |